# Atlético Benamiel Club de Fútbol
El Atlético Benamiel Club de Fútbol es una entidad deportiva del distrito de Arroyo de la Miel del municipio de Benalmádena (Málaga) España. Fue fundado en 1974. Actualmente compite en el grupo malagueño de la Segunda División de Andalucía. Su nombre procede de la fusión de los núcleos de población de la ciudad, Benalmádena y Arroyo de la Miel.
Disputa sus encuentros como local en el Francisco Alarcón Isco, un campo de césped artificial inaugurado en 1988.

## Datos relevantes
- El Atlético Benamiel es dueño de porcentajes de traspasos de varios futbolistas de élite, entre los que está Isco, joven promesa de las categorías inferiores de la selección nacional y actual jugador del Real Betis Balompié, Silvia Mérida actual jugadora del Málaga femenino, Charlie Actual jugador del Mestalla (segundo equipo del Valencia).

## Convenio con 'Deporte Sin Insultos'
El Atlético Benamiel tiene un convenio de colaboración la Asociación Deporte Sin Insultos desde el año 2010, por el cual, condenan las muestras de violencia física y verbal en el deporte y colaborarán en la formación de los jugadores como deportistas y como personas.